# 佩恩鎮區 (印第安納州聖約瑟夫縣)
佩恩鎮區（英語：Penn Township）是位於美國印第安納州聖約瑟夫縣的一個行政鎮區。

## 地方資料
根據2010年美國人口普查的數據，佩恩鎮區的面積為164.67平方千米，當中陸地面積為161.86平方千米，而水域面積為2.81平方千米。當地共有人口64,322人，而人口密度為每平方千米390.61人。